# Володяев, Олег Алексеевич
Олег Алексеевич Володяев (1945 — январь 1981) — советский хоккеист, вратарь. Мастер спорта СССР.

## Биография
Начал заниматься хоккеем в клубе «Сокол», играл за молодёжный состав ленинградского «Спартака». В сезоне 1963/64 дебютировал в игравшем во второй группе класса «А» ленинградском «Спартаке». В начале 1964 по приглашению тренера Николая Пучкова перешёл в ленинградский СКА. В сезоне 1964/65 сыграл 4 матча, в трёх следующих сезонах был основным вратарём. Затем стал уступать место Владимиру Шеповалову.
Награждён медалью «За отвагу на пожаре».
Проведя в сезоне 1970/71 всего 8 матчей бронзовую медаль чемпионата страны не получил.
Победитель Кубка Шпенглера 1970  и 1971 годов.
Осенью 1971 года во время поездки в Финляндию у Володяева на таможне была обнаружена валюта. В 1972 году был пожизненно дисквалифицирован, понижен в звании, исключён из рядов ВЛКСМ.
Проходил службу в городе Кемь. Окончил ГДОИФК имени Лесгафта. В Ленинграде командовал спортротой, тренировал в СДЮШОР СКА.
Отец Олега Володяева погиб, провалившись в тёмное время суток в горячий плывун под асфальтом. Менее чем через месяц скончалась мать. Володяев начал злоупотреблять спиртным, предпринял несколько попыток покончить жизнь самоубийством. В январе 1981 года повесился.